# Yitzhak Yaakov Rabinovich
Pour les articles homonymes, voir Rabinovitch.
Yitzhak Yaakov Rabinovich (en hébreu : יצחק יעקב ראבינאוויטש), connu comme reb Itzele Ponevezher (né en 1854 à Shereshevo, dans l'Empire russe, aujourd'hui en Biélorussie et mort en 1919 à Panevėžys (Ponovezh), en Lituanie) est un rabbin lituanien, fondateur en 1908 de la Yechiva de Ponevezh, à Panevėžys (Ponovezh), en Lituanie.

## Biographie
Yitzhak Yaakov Rabinovich est né en 1854 à Shereshevo (Sharashova),, dans l'Empire russe, aujourd'hui en Biélorussie. Son père est le rabbin Shemuel Leib Rabinovich, un homme aisé, qui est dans les affaires.

### Études
À l'âge de 14 ans, il va étudier à Selets avec le rabbin Yeruham Perlman, qui plus tard devient le rabbin de Minsk. 

### Ponevezh (Panevėžys)
Le rabbin Yitzhak Yaakov Rabinovich fonde la Yechiva de Ponevezh (Panevėžys) en 1908. Après son décès en 1919, le rabbin Yosef Shlomo Kahaneman devient le rabbin de Ponevezh (Panevėžys).